# Cebrio gandolphei
Cebrio gandolphei is een keversoort uit de familie Cebrionidae. De wetenschappelijke naam van de soort is voor het eerst geldig gepubliceerd in 1859 door Félix Édouard Guérin-Méneville.